# Sânpaul (gmina w okręgu Kluż)
Sânpaul – gmina w Rumunii, w okręgu Kluż. Obejmuje miejscowości Berindu, Mihăiești, Sânpaul, Sumurducu, Șardu i Topa Mică. W 2011 roku liczyła 2382 mieszkańców.